# Jhatka
La carn jhatka és aquella en la qual l'animal ha estat mort ràpidament sense sofriment per un únic cop d'espasa o destral que li secciona el cap. Això mata a l'animal immediatament, ja que l'espina dorsal es curta en el procés. Històrica i actualment, els hinduistes i els sikhs que mengen carn (principalment en el nord de l'Índia) creuen que la carn consumida ha de ser jhatka i no consumeixen carn halal ni carn kosher. També és la manera de realitzar els sacrificis en els rituals hinduistes.

## Context
La paraula jhatka ve de l'hindi: jhatkā झटका, literalment vol dir "mort d'un tall" i és diferent de la carn kosher o halal, ja que en aquests ritus, l'animal es mata com a part d'un ritual.